# ATHENA (expérience)
Pour les articles homonymes, voir Athena (homonymie).

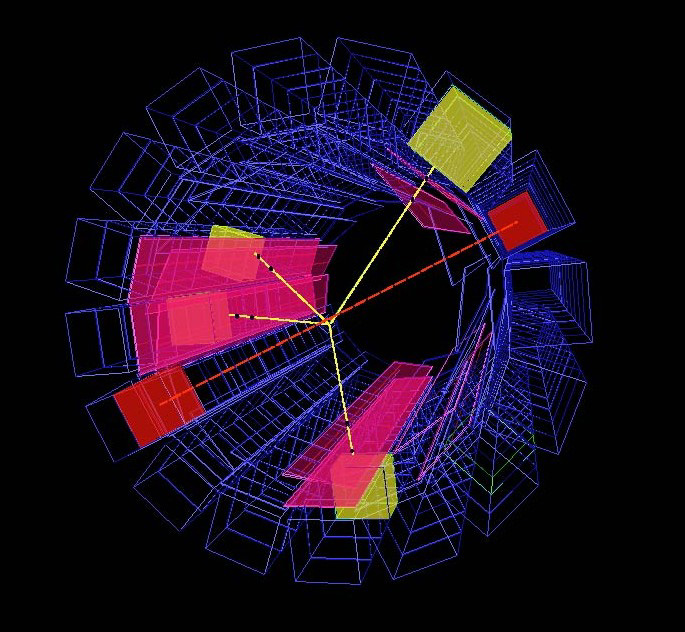
Annihilation d'un atome d'antihydrogène observé par le détecteur ATHENA en 2002

ATHENA était un projet de recherche expérimentale portant sur l'antimatière, qui s'est tenu sur AD, le décélérateur d'antiprotons du CERN. En 2005, l'équipe fut dissoute, et nombre de ses anciens membres devinrent la Collaboration ALPHA. Ce fut en 2002 la première expérience à produire 50 000 atomes d'antihydrogène de basse énergie, comme l'a rapporté la revue Nature.

## L'expérience
Pour créer de l'antihydrogène, il faut d'abord préparer les antiprotons et les positrons. Une fois l'antihydrogène créé, il faut un détecteur à haute résolution pour confirmer cette création d'antihydrogène, ainsi que pour examiner le spectre de l'antihydrogène et le comparer à l'hydrogène "normal".
On obtient les antiprotons dans le Décélérateur à Antiprotons du CERN, alors que l'on obtient les positrons dans un accumulateur à positrons. On amène ensuite les antiparticules dans un piège à recombinaison pour créer l'antihydrogène. Le piège est entouré par le détecteur ATHENA, qui détecte l'annihilation des antiprotons aussi bien que des positrons.

## Participants à la Collaboration
La Collaboration ATHENA était formée de chercheurs provenant des institutions suivantes :
- Université d'Aarhus, Danemark
- Université de Brescia, Italie
- CERN
- Université de Gênes, Italie
- Université de Pavie, Italie
- RIKEN, Japon
- Université fédérale de Rio de Janeiro, Brésil
- Université de Swansea, Royaume-Uni
- Université de Tokyo, Japon
- Université de Zurich, Suisse
- Istituto Nazionale di Fisica Nucleare (INFN), Italie